# Peachtree City
Peachtree City es una ciudad ubicada en el condado de Fayette en el estado estadounidense de Georgia. En el año 2000 tenía una población de 31.580 habitantes.

## Geografía
Según la Oficina del Censo, la localidad tiene un área total de 61,9 km² (23,9 mi²), de la cual 60,3 km² (23,3 mi²) es tierra y 1,6 km² (1 mi²) (0.00%) es agua.

## Demografía
Según la Oficina del Censo en 2000 los ingresos medios por hogar en la localidad eran de $84,339, y los ingresos medios por familia eran $96,880. Los hombres tenían unos ingresos medios de $0 frente a los $0 para las mujeres. La renta per cápita para la localidad era de $0.